# お林展望公園
お林展望公園（おはやしてんぼうこうえん）は、神奈川県足柄下郡真鶴町の公園である。

## 概要
海と森に囲まれた「お林展望公園」では有料のパークゴルフ場、バーベキュー場が整備されており、自然を感じながら楽しむことができる。管理棟2階には中川一政のアトリエを生前のままに復元公開している。
「お林展望公園」の先端には広場があり、伊豆半島や湘南の海、また初島や大島も見渡せる。かつては真鶴サボテンランドとして営業していたが、現在は町営の公園である。
2025年4月には一般公園化し、パークゴルフ場は公園東側に９ホールを残して撤去され、ゴルフを目的としない利用も可能となった。東側ゴルフ場は真鶴町パークゴルフクラブにより暫定的に管理・無料でプレー可能となった。

## 営業時間
午前9時から午後4時
※受付は午後3時まで

## アクセス
- 公共交通機関利用
  - JR東海道線真鶴駅より・箱根登山バス・伊豆箱根バス「ケープ真鶴行」乗車、「中川一政美術館」下車すぐ
  - 真鶴町コミュニティバス「真鶴線」乗車、「中川一政美術館」下車すぐ
- 車利用

JR真鶴駅前交差点から県道739号線を経由して約10分